# Mariä Heimsuchung (Rettenbach)

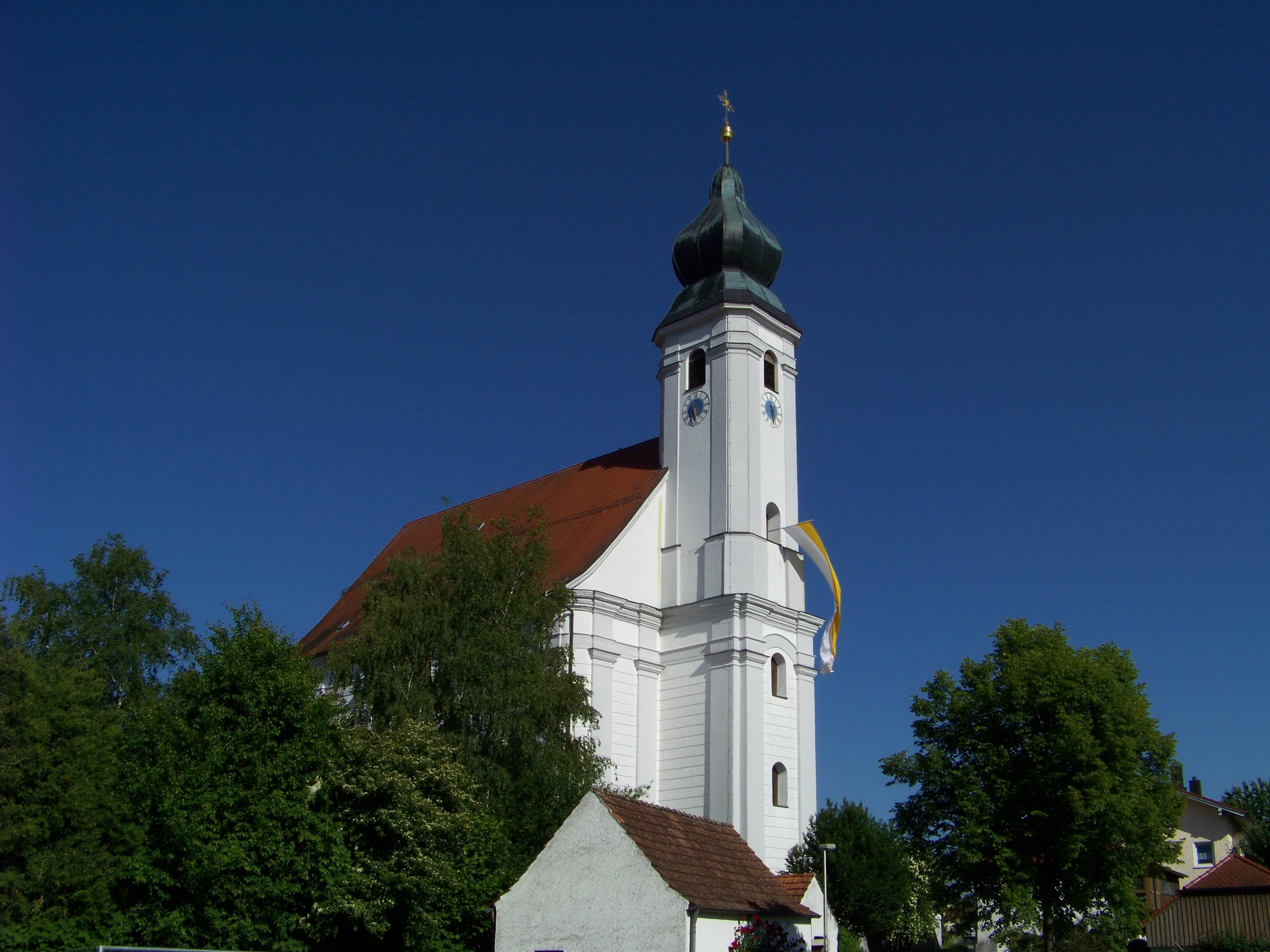
Deggendorf-Rettenbach, Mariä Heimsuchung

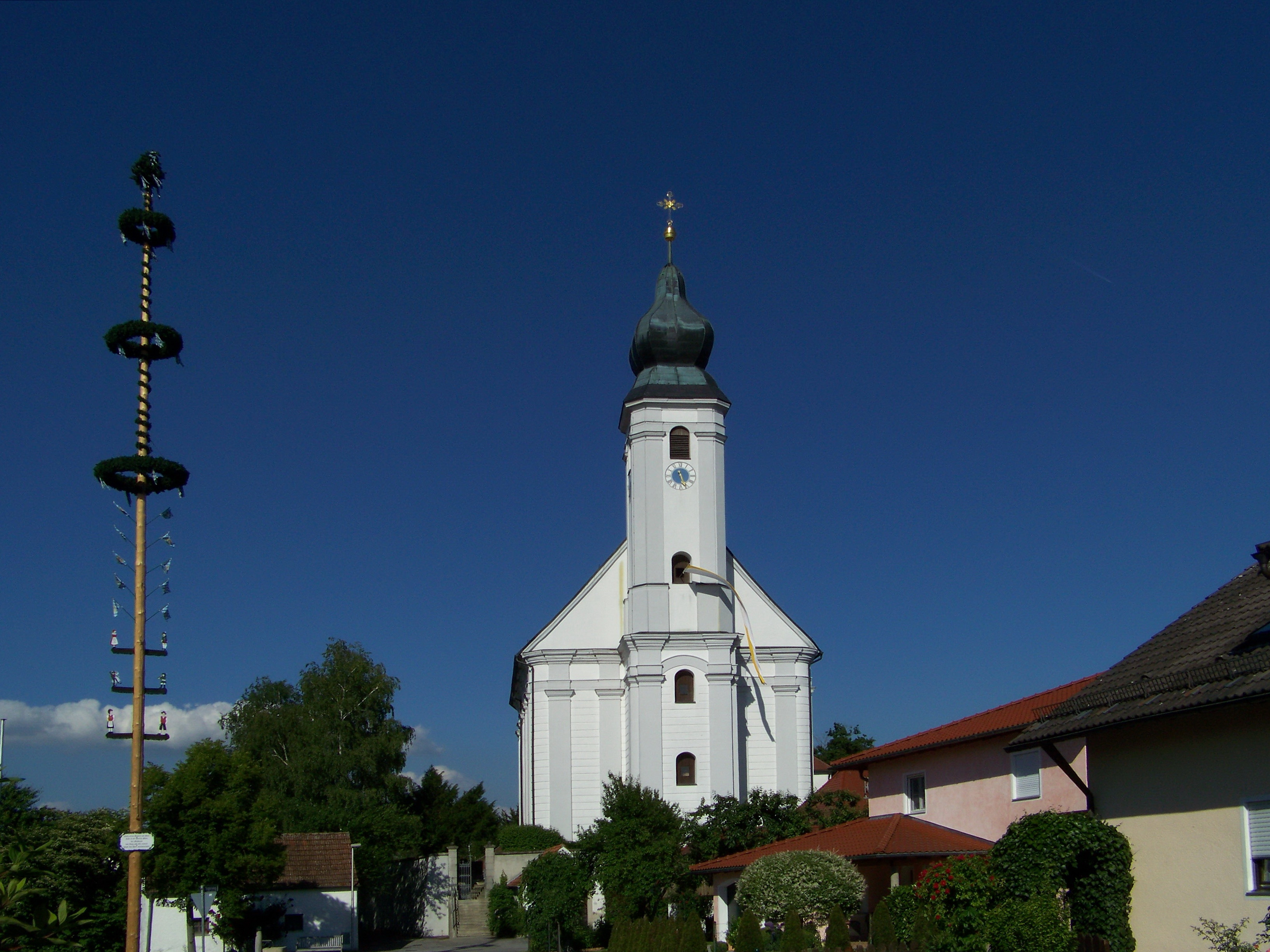
Turm

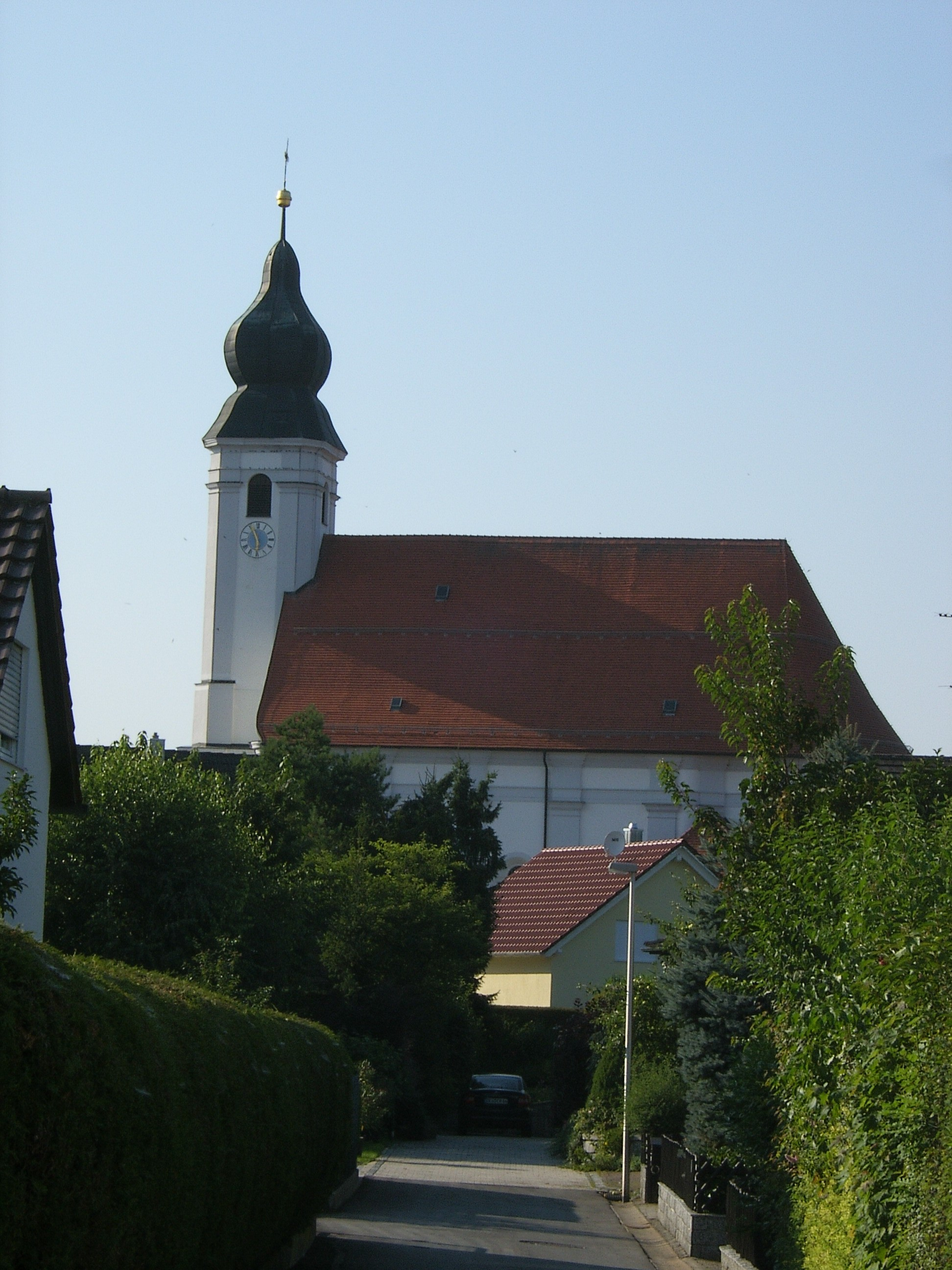
Ansicht von Süden

Die römisch-katholische Filialkirche Mariä Heimsuchung ist eine barocke Saalkirche im Ortsteil Rettenbach von Deggendorf im niederbayerischen Landkreis Deggendorf. Sie gehört zur Pfarrei Michaelsbuch im Dekanat Deggendorf-Plattling des Bistums Regensburg.

## Geschichte und Architektur
Die Kirche in Rettenbach wurde in den Jahren von 1754 bis 1758 nach Plänen von Georg Felix Hirschstetter dem Jüngeren aus Landshut neu errichtet. Die Deckengemälde wurden in den Jahren 1788/1789 von dem Hofmaler Thomas Christian Wink ausgeführt. Eine Renovierung wurde in den Jahren von 1990 bis 1993 vorgenommen; die dabei durchgeführten Grabungen ergaben Hinweise auf mindestens zwei Vorgängerbauwerke. In Rettenbach gab es eine kleine regionale Wallfahrt, besonders für den Raum um Plattling.
Die stattliche Kirche ist etwas erhöht in einem Friedhof mit Mauer gelegen. Das kurze Langhaus mit abgerundeten Ecken und der leicht eingezogene Chor auf querovalem Grundriss liegen unter einem gemeinsamen Dach. Im Westen ist der quadratische Westturm mit klassizistischer Kuppel vorgesetzt. Das Bauwerk ist außen mit toskanischen Pilastern und Gebälkstreifen einheitlich gegliedert. An der Westseite einschließlich des Turmunterteils liegen die Pilaster auf genutetem Grund.
Innen ist die Kirche als ein kurzrechteckiger Saal zu vier Jochen mit Stichkappentonne ausgebildet. Die Gestaltung des Chores als querovaler Kuppelraum von etwa gleicher Höhe und Breite wie das Langhaus ist unkonventionell. Er öffnet sich in einem weiten Bogen zum Saal, dessen Ecken ausgerundet sind. Im Schiff ist die Wand mit geschweiften Wandvorlagen mit dreifachen Pilastern und hohen Gebälkstücken gegliedert, im Chor setzt sich die Gliederung mit einfachen Pilastern und durchgängigem Gebälk fort. Die beiden Raumteile sind durch große Fenster mit zweifach eingezogenem Bogenschluss hell erleuchtet. Im Westen ist eine doppelte Empore eingebaut.
Aus finanziellen Gründen dauerte es drei Jahrzehnte, bis die Kirche mit Stuck und Malereien ausstaffiert wurde. Dann wurden die Fresken im Stil des aufkommenden Klassizismus in den spätbarocken Raum eingepasst, was durch die großen Gewölbeflächen im Chor und im Schiff erleichtert wurde. Dabei wurden keine Stuckaturen ausgeführt, sondern nur durch den Maler angedeutet. Im 19. Jahrhundert wurde diese Ausmalung als zu sparsam empfunden und daher mit einer kleinteiligen Dekoration überlagert, von der heute noch die geschnitzten Kapitelle erhalten sind. Die übrigen Zutaten des 19. Jahrhunderts wurden 1941 wieder entfernt und die übermalten Fresken wurden freigelegt.
Die Fresken wurden von Wink im Jahr 1789 ausgeführt, wie die Signatur Winks mit Jahreszahl 1789 über der Westempore zeigt. Sie gehören zu den Hauptwerken des Münchner Hofmalers und bilden ein charakteristisches Beispiel für die Nachblüte der spätbarocken Monumentalmalerei in Süddeutschland. Im Chor ist die Verkündigung Mariä dargestellt. Am Rande des Bildes sind Treppen und eine Palastkulisse als illusionistischer Rahmen dargestellt, in die der Himmel mit Gottvater, der Taube des Heiligen Geists und Engeln einbricht. Am Gewölberand findet sich eine ebenfalls illusionistische Balustrade, die streng gefeldert und mit Festons verziert ist. Die regelmäßigen Bildfelder zeigen in Ocker auf rosafarbenem Grund Szenen aus dem Marienleben.
Das Langhausfresko ist bis auf Einschüsse aus dem Zweiten Weltkrieg gut erhalten und stellt die Aufnahme Mariens in den Himmel dar, die Fürbitte für die Menschheit hält. Am östlichen Bildrand findet sich in einer phantastischen Tempelarchitektur ein Altar, vor dem die Gebete der Gläubigen zum Himmel aufsteigen, was durch Weihrauch symbolisiert wird. Unter den Anbetenden sind auch Personifikationen der Erdteile zu finden. Seitlich sind Wallfahrer mit Kranken dargestellt, die eine Wunderheilung erhoffen. Diese Teile des Freskos sind in der Art von Genremalerei eingehend mit idyllischer Charakterisierung der Landschaft ausgeführt. Das darin anklingende Thema der Fürbitte durch Heilige wird erweitert durch eine Darstellung aller Heiligen, die dicht gedrängt am Rande eines Wolkentrichters lagern. Zwischen den Vertretern des Alten und des Neuen Bundes sind Adam und Eva dargestellt, unmittelbar über dem Altar, der ein Bild der Opferung Isaaks zeigt.
Die Gemälde sind vergleichbar mit dem in der nahe gelegenen Wallfahrtskirche Loh. In dem zehn Jahre später entstandenen Werk in Rettenbach wird jedoch ein erkennbarer Stilwandel in Richtung auf den aufkommenden Klassizismus deutlich. Bei aller Virtuosität der perspektivischen Bildgestaltung steht dennoch die Illusion eines Himmelsgewölbes nicht mehr im Vordergrund. Die Bildkomposition ist klar und übersichtlich mit einer annähernd symmetrischen Anordnung der Figuren. Das Kolorit lebt von den feinsten Abstufungen. Die Inkarnate und Gewänder sind aus den feinen Brechungen einer lichten Grundskala aus Silbergrau und Goldocker gewonnen. Der Bereich der Stichkappen ist in Felder unterteilt und zeigt hell monochrome Bilder der Evangelisten in Kartuschen.

## Ausstattung
Der Hochaltar ist ein Werk aus dem Jahr 1760 von Christian Jorhan dem Älteren. Die flache Baldachinanlage ist mit den Säulen und Gebälk in die Wandgliederung des Chores eingepasst. Der flächige Altarauszug ist als Rahmen der Strahlenglorie um die Taube des Heiligen Geists gestaltet. Von besonderem künstlerischem Wert sind die lebensgroßen seitlichen Schnitzfiguren der Heiligen Joachim und Anna, Johannes des Täufers und Johannes des Evangelisten. Beachtenswert ist auch das ältere Gemälde der Heimsuchung Mariä, das 1683 vom Landshuter Hofmaler Franz Joseph Geiger geschaffen wurde.
Die Seitenaltäre in den Chorbogennischen wurden um das Jahr 1760 von Joseph Deutschmann geschaffen. Am südlichen Altar sind lebensnahe Schnitzfiguren der Heiligen Wendelin und Isidor aufgestellt. Das Altarblatt von 1865 zeigt den Heiligen Sebastian von Anton Bernreiter aus München. Der nördliche Altar zeigt ein Gemälde des Heiligen Urban vor dem Kruzifix, das nach einer Signatur von Thomas Christian Wink im Jahr 1789 geschaffen wurde. Die Orgel ist ein Werk von Anton Staller aus dem Jahr 1993 mit neun Registern auf einem Manual und Pedal.